# 中國核工業二三建設
中國核工業二三建設有限公司，簡稱中國核工業二三建設（英語：China Nuclear Industry 23 Construction Company Limited），在1958年成立，前身為「甘肃机械厂筹备处安装公司」。屬於由中国核工业建设集团公司旗下公司。現時業務承包核军工、核电站的核岛安装及大部分核科研安装工程，在石油化工、轻工纺织、环保、建材、汽车、火电、航空航天、电子等也有承包。總部位於：北京市顺义区林河开发区顺康路58号 邮编：101300。董事长朱殿奎、党委书记兼副总经理张凯、总经理兼党委副书记韩乃山、副总经理李启彬、副总经理蔡加新、副总经理兼总工程师范凯、副总经理李建军、副总经理黄凤球、党委副书记兼纪委书记谭俊霞、总会计师王义、工会主席羊衍树。
在2011年尾旗下中國核工業二三建設（香港）有限公司，以5億5千萬港元收購當時上市公司餐飲酒店集團-德興集團有限公司，在收購後成為主要大股東。其後股東大會通過後，在2012年1月9日德興已更名為「中國核工業二三國際有限公司」之後又更名為中國核能科技集團有限公司。

## 名稱由來
中核二三建設最早淵源於「甘肃机械厂筹备处安装公司」，後分拆為甘肃机械厂建筑公司、甘肃机械厂安装公司，該安装公司就是中核二三建設最早雛形，當時下設第一、二、三工段，加工厂，运输队等單位，二、三工段分別為504廠和404廠，1961年時該兩廠合併為「二机部103安装工程公司」，初期下設第二工程处、第三工程处、加工厂、安装技术研究室等單位，可以說是二三之名由來的典故。
5年後1966年又改名為「二机部西南二三安装工程公司」，二三之名便定下於公司歷史中，之後多次改名為国营二三安装工程公司、中国核工业总公司二三建设公司等，僅在1991年短暫改名华夏安装公司，隔年便改為中國核工業二三建設有限公司。

## 外部連結
- CNI23.com